# Memset
memsetとは、標準Cライブラリのヘッダー <string.h> (文字列操作関数群) で定義されているC言語の関数である。
指定されたポインタが指すオブジェクトの先頭から、指定されたバイト数分に、指定した文字データを書き込むはたらきをする。
つまり、ポインタが指しているメモリブロック先頭から指定されたサイズの連続領域において、1バイトごとに文字をセットする。

## 形式
```
#include
 
<string.h>

void
 
*
memset
(
void
 
*
s
,
 
int
 
c
,
 
size_t
 
n
);

```

memset関数は、c の値をunsigned char型に変換し、s が指すオブジェクトの最初の n 文字にそれぞれコピーする。

## 利用例
次の例は、char型配列（文字列）を文字'@'で埋めるプログラムである。
```
#include
 
<stdio.h>

#include
 
<string.h>

#define STR_BUF_SIZE 10

int
 
main
(
void
)
 
{

    
char
 
a
[
STR_BUF_SIZE
];

    
memset
(
a
,
 
'@'
,
 
STR_BUF_SIZE
);
 
/* 配列の要素全てを文字'@'で埋める */

    
a
[
STR_BUF_SIZE
 
-
 
1
]
 
=
 
'\0'
;

    
printf
(
"a = 
\"
%s
\"\n
"
,
 
a
);

    
return
 
0
;

}

```

配列や構造体のメモリブロックをゼロで埋める際は、以下の様にmemsetを用いる。
```
#include
 
<stdio.h>

#include
 
<stdlib.h>

#include
 
<string.h>

#define STR_BUF_SIZE 100

int
 
main
(
void
)
 
{

    
char
 
*
s
 
=
 
NULL
;

    
s
 
=
 
(
char
*
)
calloc
(
STR_BUF_SIZE
,
 
sizeof
(
char
));

    
strcpy
(
s
,
 
"password1"
);

    
printf
(
"s = 
\"
%s
\"\n
"
,
 
s
);

    
/* メモリ領域から古いパスワードの痕跡を完全にクリアして空文字列化する。 */

    
memset
(
s
,
 
0
,
 
STR_BUF_SIZE
);

    
/* 新しいパスワードをコピーする。 */

    
strcpy
(
s
,
 
"pass2"
);

    
printf
(
"s = 
\"
%s
\"\n
"
,
 
s
);

    
/* 単純にゼロ終端文字列で空文字列を実現する場合、先頭にNUL文字を代入するか、空文字列をコピーするだけでもよいが、痕跡が残る。 */

#if 0

    s[0] = '\0';

#else

    
strcpy
(
s
,
 
""
);

#endif

    
printf
(
"s = 
\"
%s
\"\n
"
,
 
s
);

    
printf
(
"s[1] = '%c'
\n
"
,
 
s
[
1
]);

    
memset
(
s
,
 
0
,
 
STR_BUF_SIZE
);

    
free
(
s
);

    
return
 
0
;

}

```

ただしmemset呼び出しはコンパイラ最適化によって除去されることもある。機密性の高い情報をメモリからクリアするなど、セキュリティ脆弱性の解消を目的とする場合は、C11オプション関数のmemset_sや、Windows APIのSecureZeroMemoryなどを使用する。処理系によってはvolatile型修飾子を使用することで最適化を抑止し、memset呼び出しが削除されることを防ぐ方法もあるが、移植性はない。

## 実装例
memsetを自前で定義したい場合は、以下の様に実装する。
```
/* memsetと区別するため、大文字を使用 */

void
 
*
MemSet
(
void
 
*
buf
,
 
int
 
c
,
 
size_t
 
num
)
 
{

    
unsigned
 
char
 
*
ptr
 
=
 
(
unsigned
 
char
 
*
)
buf
;

    
const
 
unsigned
 
char
 
ch
 
=
 
(
unsigned
 
char
)
c
;

    
while
 
(
num
--
)

        
*
ptr
++
 
=
 
ch
;

    
return
 
buf
;

}

```